# Chór „Moniuszko”
Chór „Moniuszko”, właśc. Stowarzyszenie Śpiewacze Chór Męski im. St. Moniuszki w Żninie – chór polski, założony 7 lutego 1909 w Żninie pod nazwą „Koło Śpiewackie Polskie”, którego głównym celem było pielęgnowanie języka polskiego, polskich tradycji i patriotyzmu za pomocą pieśni.

## Historia
W 1910 roku chór przystąpił do Wielkopolskiego Związku Śpiewaczego, a w Żninie odbyły się pierwsze zawody z udziałem chórów okręgu wągrowieckiego oraz zespołów z Poznania i Bydgoszczy. W czerwcu 1914 zespół brał udział w X Walnym Zjeździe Śpiewackim w Poznaniu. W 1924 chór uczestniczył w XI Zjeździe Śpiewackim Wielkopolskim (II Wszechpolskim) w Poznaniu. W tym samym roku z okazji 15-lecia istnienia poświęcony został sztandar chóru, sfinansowany przez miasto Żnin. Podczas koncertu rok później chórem gościnnie dyrygował Feliks Nowowiejski.
Po II wojnie światowej na Pałukach reaktywowano działalność chóru. Patronem chóru został Stanisław Moniuszko. Członkowie chóru zajmowali się nie tylko śpiewem, ale także wystawianiem sztuk teatralnych i operetek.
W okresie przedwojennym chór utrzymywał się z własnych składek, organizowanych zabaw i balów oraz datków. Po wojnie funkcjonował pod patronatem Klubu Sportowego „Pałuczanka” (1945–1948), cukrowni w Żninie (1948–1951), PSS Społem w Żninie (1951–1993), a od 1993 Urzędu Miejskiego w Żninie.
Prezesem chóru najdłużej, bo przez 23 lata (od 1992 do 2015), był Zbysław Pilarski (zm. 2016). Dyrygentem chóru jest Beata Różańska, prowadzi go od 1990.

## Nagrody
Chór otrzymał m.in. nagrodę Ministra Kultury i Sztuki (1965), puchar Wojewódzkiej Rady Narodowej w Bydgoszczy (1980), a także Odznakę Honorową Złotą z Wieńcem Laurowym Polskiego Związku Chórów i Orkiestr (2009).